# چلچله درختی
چلچلهٔ درختی (نام علمی: Petrochelidon nigricans)، عضوی از خانوادهٔ پرستوهای گنجشک‌سان است که در استرالیا، عمدتاً در جنوب عرض جغرافیایی ۲۰ درجه جنوبی و در جزیره تیمور زادآوری می‌کند. این گونه مهاجر است و در اکثر نقاط استرالیا، گینه نو، اندونزی در شرق خط والاس و جزایر سلیمان زمستان را می‌گذرد. این گونه یک سرگردان به نیوزیلند، جایی که در آن زادآوری کرده‌است، و کالدونیای جدید است. این گونه اغلب در جنس Hirundo جای می‌گیرد.